# 堂沟石窟
堂沟石窟，位于中国河北省邯郸市木井乡木井村，为邯郸市涉县的一个省级文物保护单位，类型为石窟寺，公布时间为2001年2月7日。
堂沟石窟的历史年代为隋、唐。